# Códice Laud

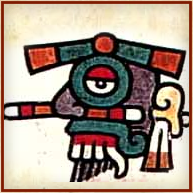
Máscara de Tlāloc en el Códice Laud.

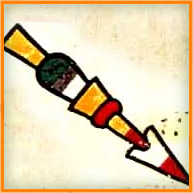
El signo de ‘ácatl’ descrito en el Códice Laud.

El códice Laud o códice Laudianus (registrado como EM. Laud Misc. 678, en la Bodleian Library de Oxford) es un importante manuscrito del siglo XVI nombrado en honor de William Laud, arzobispo británico que fue dueño de este antiguo códice mexica. Forma parte del grupo Borgia, y es un manuscrito principalmente pictórico que consta de 24 hojas (48 páginas), originario del centro de México, que data de antes de la conquista española. Desafortunadamente, este documento se conserva incompleto.
Es similar en su contenido al códice Bodleiano y al códice Borgia. Fue publicado (con una "introducción" por C.A. Burland) en el volumen XI de Códices Selecti de la Akademische Druck-u. Verlagsanstalt, de Graz.

Lámina 23 (2) del Códice Laud.

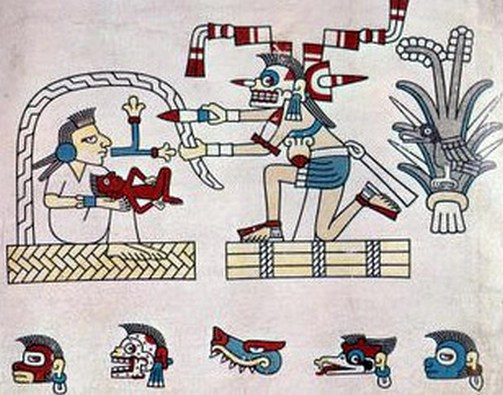
Fragmento del Códice Laud.

## Contenido
El códice es un texto acerca del tonalpohualli, el calendario ritual mexica. Parte del contenido incluye los símbolos de los días del mes mexica, como Quiáhuitl (lluvia) y Ácatl (caña).